# Parque nacional Noel Kempff Mercado
El parque nacional Noel Kempff Mercado es un área protegida de Bolivia, en las tierras bajas del oriente boliviano. El parque nacional está ubicado en la provincia Velasco, al norte del departamento de Santa Cruz, con una pequeña parte en la provincia de Iténez en el departamento del Beni. Este parque fue declarado Patrimonio de la Humanidad el año 2000, y se caracteriza por la amplia variedad de ecorregiones que alberga, dentro de su superficie de 1.523.446 ha (15.234,46 km²).

## Historia
Mediante el Decreto Supremo N.º 16646 del 28 de junio de 1979 se creó con una extensión de 541.200 ha el denominado parque nacional Huanchaca.
Sin embargo, por ley 978 del 4 de marzo de 1988 se cambió su nombre en homenaje a las actividades científicas desplegadas por el profesor boliviano Noel Kempff Mercado, quien fue asesinado en el lugar. Ese mismo año, mediante el Decreto Supremo N.º 21997 se ampliaron los límites del parque a 706.000 ha, y posteriormente, en 1996 mediante el Decreto Supremo N.º 24457 se amplió a 1.523.446 ha, que es la superficie actual.

## Ubicación
El parque se encuentra situado en las tierras bajas de Bolivia, cerca a la frontera con Brasil. Su territorio abarca el municipio de San Ignacio de Velasco de la provincia Velasco al noreste del departamento de Santa Cruz y una pequeña parte del municipio de Baures de la provincia de Iténez al sureste del departamento del Beni. Colinda con los estados de Rondônia y Mato Grosso en Brasil hacia el este.  Al oeste del parque nacional, cruzando el río Paraguá, se encuentra área protegida municipal Bajo Paraguá dentro del municipio de San Ignacio. En cuanto a distancia, el parque se encuentra a aproximadamente 700 km de la ciudad de Santa Cruz de la Sierra.
Tiene una superficie de 1.523.446 ha (15.324,46 km²) y su rango altitudinal varía entre los 100 y los 980 m s. n. m. Las elevaciones más altas del parque nacional se encuentran sobre la meseta de Caparú o Huanchaca.
Su clima es tropical cálido y húmedo, con una precipitación que fluctúa entre los 1.700 y los 2.500 mm anuales.
Imagen satelital de la Laguna Bellavista con el río Iténez al norte.

## Hidrología
La cuenca más importante es la del Iténez o Guaporé donde confluyen los ríos Paucerna y Verde los cuales tienen sus nacientes en la meseta de Caparú y forman las cataratas por las que es conocido el parque, algunas de ellas son:
- Catarata Fawcett
- Catarata Federico Ahlfeld
- Catarata Arco Iris

Se ha identificado igualmente la existencia de la catarata estacional Salvatierra, solo observable en época lluviosa.
El Iténez es un río navegable, se encuentra al este y forma parte del límite con el Brasil, mientras que el Paraguá, al oeste con el Departamento del Beni.
También hay varias lagunas de diversos tamaños; las más grandes son la Chaplín con 13 km² y Bellavista con 24,80 km².

## Geología
La meseta de Caparú está formada por rocas de arenisca y cuarcita de origen precámbrico. Se caracteriza por sus planicies onduladas en la cima, farallones escarpados, valles y laderas. Se cree que la meseta ha sido formada por sucesivos ciclos de erosión, desde hace unos 20 millones de años.

## Ecorregiones
El parque nacional tiene un alto nivel de diversidad biológica, el cual esta directamente relacionando con el grado extraordinario de diversidad de hábitats. El noreste del departamento de Santa Cruz está ubicado en una zona de tensión climática en la que la amazonia se intercala con los bosques secos y las sabanas de la ecorregión del Cerrado. Los hábitats pueden agruparse en cinco unidades:
- Bosques húmedos de tierras altas

- Bosques inundados y ribereños.

- Bosques secos.

- Sabanas de tierras altas.

- Humedales de sabana.

El parque es importante como reserva biológica en términos globales por la superficie del área protegida y por su estado prístino dando protección a bosques secos, al cerrado y humedales de sabana que en otras partes del continente están siendo destruidas a un ritmo acelerado para su conversión en tierras agrícolas y ganaderas.

### Flora
Los registros florísticos muestra que la flora del parque es rica en diversidad de formaciones vegetacionales extremadamente interesante por los endemismos, las adaptaciones y la unicidad de algunas comunidades, cuenta con aproximadamente con 4.000 especies de plantas vasculares.
Existen en el parque diversas especies de orquídeas, bromelias, pasifloras, heliconias, aráceas y palmeras. Destacan especies de importancia económica como la Mara, el Roble, el Cedro (Cedrela odorata), la goma, varias especies de palmas como el asaí o palmito, además de una importante diversidad de especies de orquídeas comunidades florísticas típicas de la provincia fitogeográfica del cerrado.

### Fauna
Mamíferos: en el parque se registran hasta la fecha unas 149 especies de mamíferos incluyendo especies como: jaguar, puma, anta, chancho de tropa, marimono, venado y especies raras como el perrito de monte, borochi, gama, ciervo de los pantanos, bufeo, londra y muchas otras más. El parque da protección a un total de 33 mamíferos.
Aves: en el parque se han registrado 677 especies el 20% de las aves de Sudamérica, pero se estima que este número aumente cuando todas las migrantes y visitantes ocasionales sean incorporadas a la lista. Algunas de las aves más comunes son: la Pava, paraba, loro, tucán, halcón, perdiz, bato, pato, garza, martín pescador y otras. Se encuentran pequeñas aves endémicas de la región como ser la Sporophila nigrorufa, aves raras sobresalientes, como el águila arpía, el piyo y muchas otras más. El parque tiene un total de 29 especies que han sido clasificadas como amenazadas o en peligro de extinción.
Reptiles: en el parque se registran unas 74 especies de reptiles incluyendo al caimán negro, tortuga de tierra, sicurí, tataruga, cascabel púa, cascable chonono, iguana y muchas otras. Estudios recientes han producido 7 registros nuevos para el país, de las cuales 3 son especies nuevas para la ciencia y por lo tanto endémicos de la región.
Anfibios y peces: el parque cuenta con un total de 62 especies de anfibios, todos del orden anura, sapos y ranas. Los peces son los vertebrados menos estudiados de la zona, pero tienen mucha importancia debido a la dependencia de la población humana de este recurso como alimento. Una expedición reciente ha registrado un total de 250 especies de peces.
Invertebrados: los invertebrados son los organismos más abundantes del parque. Pero son los grupos de animales menos estudiados. Se cuenta con una lista de 347 especies de insectos.

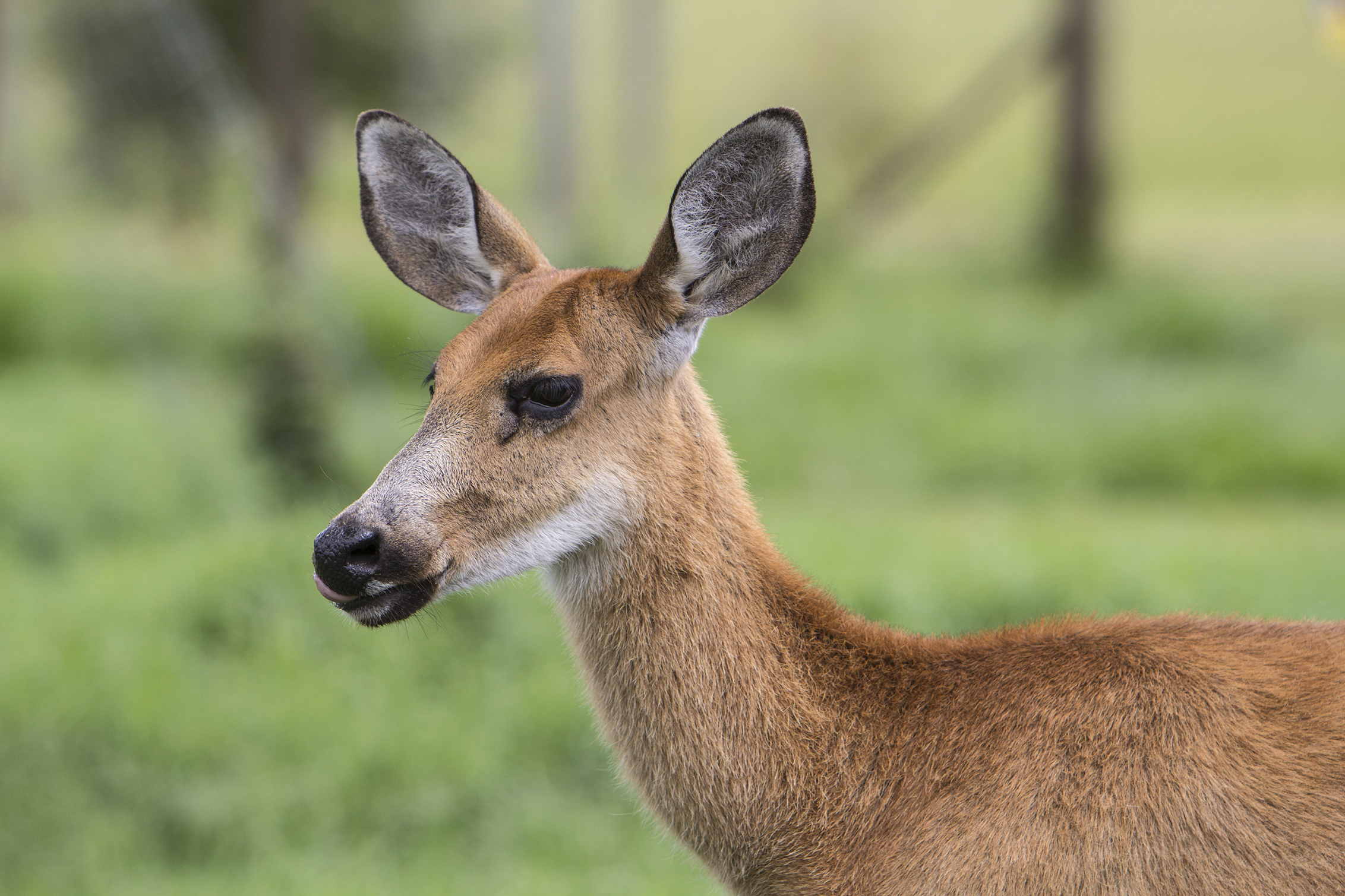
Ciervo de los pantanos
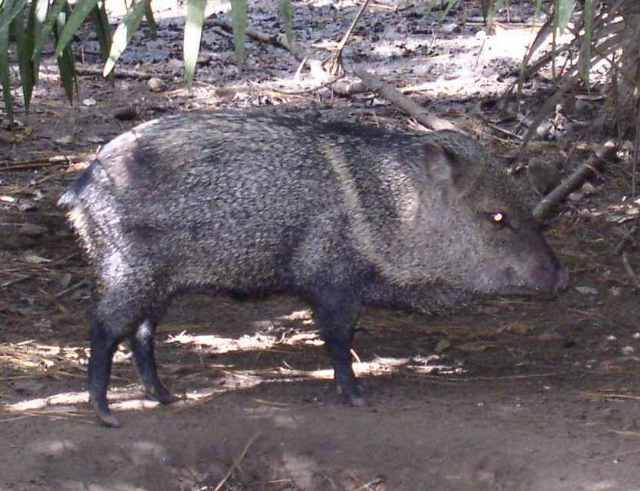
Pecarí de collar
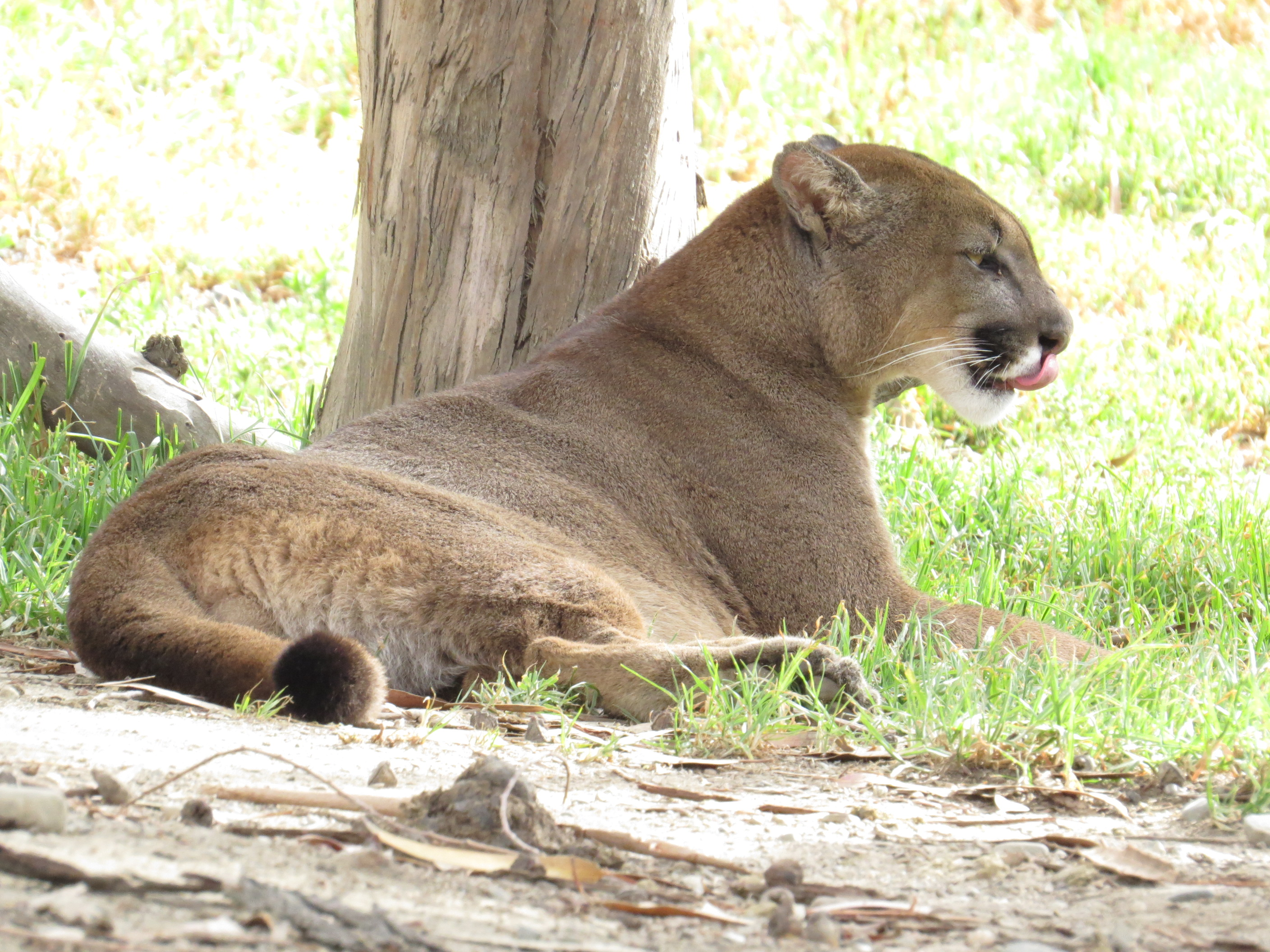
Puma

## Arqueología
La región de Piso Firme cuenta con sitios arqueológicos. En el área de influencia existen, por otro lado, sitios de gran valor histórico como ser las iglesias coloniales de las Misiones jesuíticas de Bolivia en las poblaciones de San Ignacio de Velasco, Concepción, Guarayos y San Javier.

## Población
No existen pobladores al interior del parque. En el área de influencia existen comunidades indígenas chiquitano y guarasugwes tradicionales y campesinas, y al otro lado del río hay poblaciones brasileñas de campesinos y comerciantes. En la parte oeste del parque nacional, al otro lado del río Paraguá se encuentra la comunidad indígena de Piso Firme.

## Amenazas
A lo largo de la frontera con el Brasil y del límite oeste del área, se producen incursiones de motosierristas y madereros brasileños que explotan mara y palmito asaí. Existen también caza furtiva de fauna silvestre.
En las proximidades de la localidad de Santa Rosa de La Roca (sobre la vía entre Concepción y San Ignacio de Velasco)y entrando más de 100 km por caminos vecinales, existen diversas comunidades tanto de gente oriunda del lugar como de inmigración proveniente del occidente y sur del país, los cuales se dedican principalmente a la agricultura, y al aprovechamiento forestal. 
En el mediano plazo, los asentamientos podrían afectar amplias zonas del parque nacional, cambiando de áreas protegidas a zonas de producción agrícola. 
Los pobladores de zonas aledañas vienen denunciando la deforestación y el asentamiento irregular en este sector.

## Actividades

### Ecoturismo
El paquete para los turistas incluye alojamiento y tres comidas por día. Los campamentos Flor de Oro y los Fierros cuentan con infraestructura turística. El campamento principal se halla ubicado en Flor de Oro.
Existe un emprendimiento de ecoturismo comunitario, denominado "Mundo Perdido", liderado por la comunidad de Florida colindante con el PNNKM. La comunidad ofrece servicios básicos y guías locales.

## Atractivos

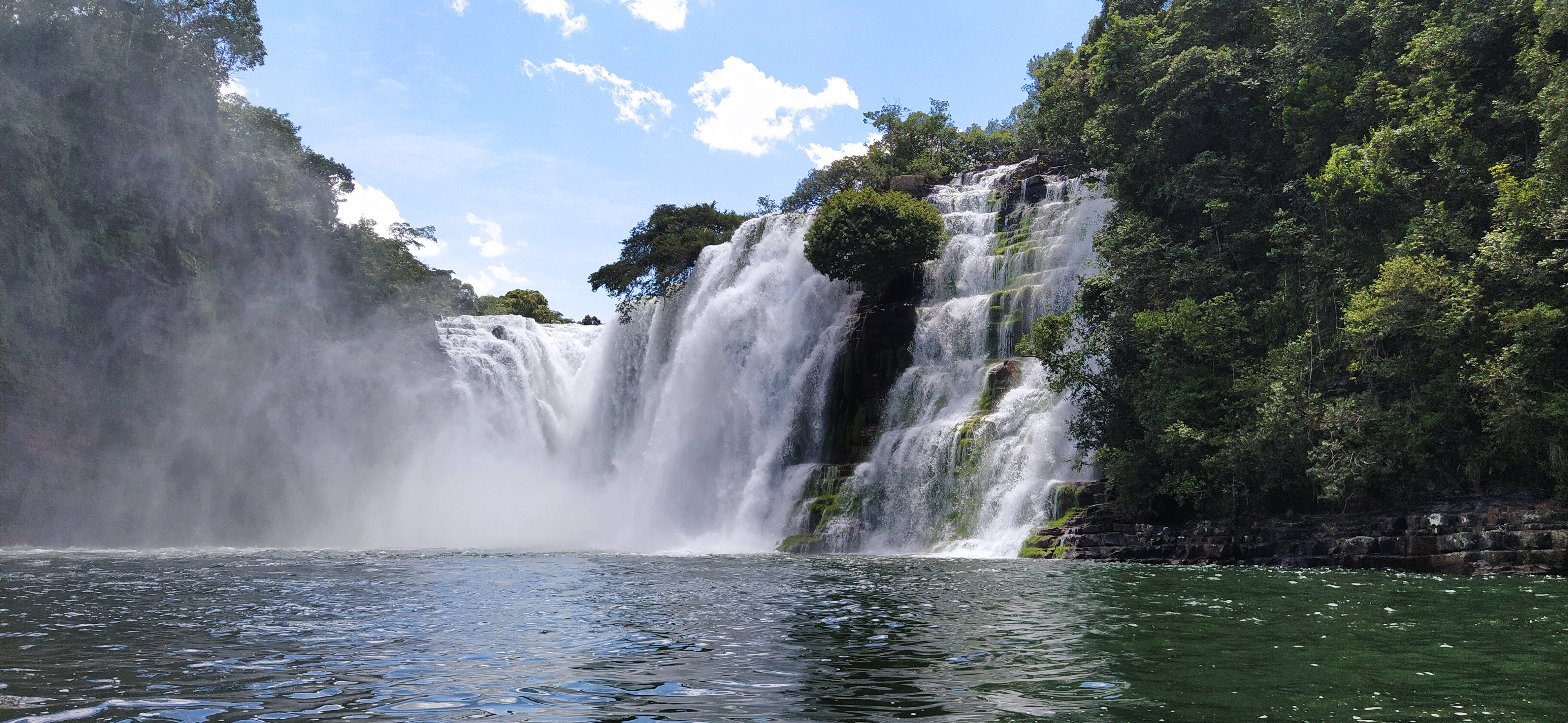
Catarata Federico Ahlfeld, sobre el curso del río Paucerna.

### Valores escénicos
El parque abarca gran parte de la meseta de Caparú o Huanchaca, la que se eleva hasta los 1000 m s. n. m. sobre el nivel del mar, determinando un desnivel de aproximadamente 600 m sobre la llanura circundante. Esta formación contiene importantes hábitats de gran diversidad biológica y conforma un escenario espectacular por sus caídas de aguas como la Catarata Arco Iris entre otras, se cree que estos espacios fueron la inspiración de Sir Arthur Conan Doyle  para escribir su novela "El mundo perdido" 

## Administración
El parque es parte del Sistema Nacional de Áreas Protegidas (SNAP)de Bolivia y es administrado por el Servicio Nacional de Áreas Protegidas (SERNAP). El Comité de Gestión se constituyó en 1996 y cuenta con Plan de Manejo.

## Incidentes
En septiembre de 1986 el parque fue escenario del asesinato del profesor Kempff Mercado junto a dos acompañantes durante un ataque a manos de sicarios relacionados con el narcotráfico quienes dispararon armas de fuego.